# Alwa Bolivia
Alwa Conrado Yujra, conocida artísticamente como Alwa Bolivia o simplemente Alwa (que significa ‘amanecer’ en lengua aimara), es una artista boliviana de rap y hip hop nacida en El Alto, reconocida como la primera cholita rapera de Bolivia. Su obra incorpora referencias a la identidad cultural, el conflicto social y la justicia, especialmente en relación con los acontecimientos poselectorales de 2019, aunque evita posicionamientos políticos partidarios.
La identidad artística de Alwa se encuentra vinculada a sus raíces indígenas. Aunque no es hablante nativa de aimara, posee una relación heredada con la lengua a través de su familia materna y ha expresado su interés en desarrollar producciones musicales en ese idioma. Su propuesta busca visibilizar el origen indígena como elemento común en distintas regiones del país.

## Biografía
Creció en la zona de Ciudad Satélite, en la ciudad de El Alto, donde desde los 14 años comenzó a escuchar rap, influenciada por su entorno barrial. Durante años mantuvo en reserva su interés musical
Estudiante de Publicidad y Marketing, compagina su carrera académica con su desarrollo artístico. Se identifica con la vestimenta tradicional de pollera, que forma parte de su imagen pública desde el inicio de su carrera musical. Según ha declarado, no creció utilizándola en su vida cotidiana, pero adoptó esta prenda como una decisión consciente vinculada al respeto por sus raíces aymaras y a su propuesta artística. Su incursión en el género, históricamente dominado por varones, responde a una búsqueda de representación desde su realidad alteña, sin una adscripción explícita al feminismo.

## Carrera artística
Comenzó a escribir sus letras alrededor de 2019, pero fue durante la cuarentena por la COVID-19 que decidió dedicarse de manera más constante al rap, apostando por desarrollar su propuesta artística a partir de la escritura y la interpretación propias. A partir de entonces, comenzó a presentarse en espacios públicos de El Alto, donde interpretaba rimas en aimara vestida con pollera, llamando la atención de los transeúntes. Uno de esos registros fue compartido en redes sociales y alcanzó amplia difusión, lo que impulsó el inicio de su proyección artística. En ese circuito “underground” conoció a José Gabriel Mamani, quien se interesó por su propuesta y le ofreció producir un videoclip. En un inicio, Alwa concibió esta producción como una prueba para evaluar la recepción de su trabajo, sin anticipar el alcance que llegaría a tener en plataformas digitales.
Como resultado, en marzo de 2022, debutó formalmente en el ámbito musical con el videoclip Principio sin fin, una producción breve que circuló ampliamente en plataformas digitales y consolidó su presencia a nivel nacional. La instrumental fue provista por un músico de Cochabamba, y la realización audiovisual se concretó gracias a un productor que ofreció su colaboración de manera gratuita. El videoclip fue grabado en la ciudad de El Alto, específicamente en el mercado 16 de Julio y a los pies del cerro Chacaltaya, locaciones elegidas por su valor simbólico y representativo de la vida cotidiana en la región. Seis meses después de su debut musical, Alwa integró el cartel de artistas nacionales presentes en la segunda edición del festival Respira Bolivia, un evento cultural que combinó moda, música y espectáculo, y que reunió a más de treinta músicos, DJs y agrupaciones.
En sus primeras composiciones, utilizó el español como idioma principal, incorporando posteriormente el aimara como forma de representación cultural. Como autora de sus propias letras, ha señalado que gran parte de su producción artística se basa en experiencias personales vinculadas a situaciones adversas, las cuales canaliza a través de la música.  En una etapa inicial, Alwa no contaba con el apoyo pleno de su entorno familiar para dedicarse a la música; sin embargo, con el tiempo logró obtener respaldo, especialmente de sus padres, quienes actualmente acompañan sus proyectos.
En la tercera edición de los Bolivia Music Awards, celebrada en Santa Cruz en 2023, Alwa fue galardonada en la categoría de Mejor Artista Urbana, siendo este su primer reconocimiento en el ámbito musical.
En 2024, el videoclip de Cumbia Revolucionaria fue nominado a diversos premios internacionales en Estados Unidos, Perú y Argentina. Concebido por Alwa en colaboración con el equipo de producción, el videoclip abordó la ausencia de justicia en el contexto local, y fue rodado en locaciones de Cochabamba y Santa Cruz antes de su estreno en junio de 2023. Fue seleccionado para participar en la vigesimosexta edición del festival internacional de Cine Las Américas, realizado en Texas, Estados Unidos, del 15 al 19 de mayo. En el Buenos Aires Music Video Festival obtuvo el galardón a Mejor Video de Impacto Social. Ese mismo año, Alwa recibió dos nominaciones en los Muvid Awards organizados por Music Video Perú: una a Mejor Video Latinoamericano por Cumbia Revolucionaria y otra a Mejor Dirección por el videoclip de La boliviana.
En marzo de 2025, Alwa presentó su marca de ropa Quya durante el evento Santa Cruz Week. La propuesta fusiona elementos de la cultura andina, como la pollera, con una estética urbana contemporánea, buscando visibilizar su valor simbólico desde una perspectiva de identidad y resistencia. 
El 9 de abril de 2025, Alwa participó en el lanzamiento del sencillo Hey! (¿Estás ahí?) junto a Luis Gamarra. La canción, desarrollada en un contexto de crisis social y económica, transmite mensajes de empatía, resiliencia y unidad.

## Sencillos
- 2022: Principio sin fin
- 2022: Alwa
- 2023: Cumbia Revolucionaria
- 2023: La boliviana
- 2024: Perder El Miedo
- 2024: Siempre Con Tigo (ft. Corona)
- 2025: Hey! (¿Estás ahí?) (ft. Luis Gamarra)

## Premios y nominaciones

### Bolivia Music Awards
| Año  | Categoría                | Trabajo               | Resultado | Ref.   |
| ---- | ------------------------ | --------------------- | --------- | ------ |
| 2023 | Video del Año            | Cumbia revolucionaria | Nominada  | [ 17 ] |
| 2023 | Mejor Artista Urbano     | Ella misma            | Ganadora  | [ 17 ] |
| 2024 | Artista Femenina Del Año | Ella misma            | Nominada  | [ 18 ] |

### Otros Premios
- 2024: Buenos Aires Music Video Festival  - Mejor Video de Impacto Social